# Čunskij rajon
Il Čunskij rajon (in russo Чунский район?) è un rajon dell'Oblast' di Irkutsk, nella Siberia sud orientale; il capoluogo è Čunskij.

## Geografia fisica
L'area è coperta quasi esclusivamente da foreste, dove predominano il pino ed il larice e vive una discreta fauna (per citarne solo alcuni: orsi, zibellini, scoiattoli, ermellini, donnole, lontre, tassi, volpi, alci, lupi). Il clima, come in tutta la regione, è continentale.

## Storia
I primi esploratori russi giunsero nella zona, che era già abitata dagli evenchi, nella seconda metà del XVII secolo; questa divenne poi un luogo ideale per confinare i dissidenti, vista la sua remotezza. La popolazione vide un incremento dopo la seconda guerra mondiale, quando cominciò lo sfruttamento delle foreste ed in occasione della costruzione della BAM.

## Economia
La principale risorsa economica dell'area è il legname e la sua conseguente lavorazione, sono altresì presenti giacimenti di diamanti, ferro, oro e lignite.